# KVC Westerlo in het seizoen 2015/16
Hier vindt men de wedstrijden, transfers en statistieken van KVC Westerlo in het seizoen 2015/16.

## Spelerskern
| Nr.           | Naam                 | Nationaliteit      | Geboortedatum | Vorige club              |
| ------------- | -------------------- | ------------------ | ------------- | ------------------------ |
| Keepers       |                      |                    |               |                          |
| 1             | Kristof Van Hout     | België             | 09-02-1987    | KRC Genk                 |
| 26            | Stijn Jeurissen      | België             | 09-06-1997    | /                        |
| 30            | Koen Van Langendonck | België             | 09-06-1989    | K. Beerschot AC          |
| Verdedigers   |                      |                    |               |                          |
| 2             | Mitch Apau           | Nederland          | 27-04-1990    | RKC Waalwijk             |
| 3             | Filip Daems          | België             | 31-10-1978    | Borussia Mönchengladbach |
| 5             | Igor Lolo            | Ivoorkust          | 22-07-1982    | /                        |
| 16            | Jordan Mustoe        | Engeland           | 28-01-1991    | Accrington Stanley FC    |
| 17            | Kenneth Schuermans   | België             | 25-05-1991    | /                        |
| 22            | Gilles Ruyssen       | België             | 18-06-1994    | AA Gent                  |
| 44            | Hervé Matthys        | België             | 19-01-1996    | RSC Anderlecht           |
| Middenvelders |                      |                    |               |                          |
| 4             | Jore Trompet         | België             | 30-07-1992    | SC Lokeren               |
| 6             | Robin Henkens        | België             | 12-09-1988    | /                        |
| 7             | Raphaël Lecomte      | Frankrijk          | 22-22-1988    | Vendsyssel FF            |
| 8             | Maxime Annys         | België             | 24-07-1986    | Lokomotivi Tbilisi       |
| 11            | Khaleem Hyland       | Trinidad en Tobago | 05-06-1989    | KRC Genk                 |
| 18            | Nils Schouterden     | België             | 14-12-1988    | KAS Eupen                |
| 19            | Arno Verschueren     | België             | 08-04-1997    | /                        |
| 20            | Vajebah Sakor        | Noorwegen          | 14-04-1996    | /                        |
| 23            | Jarno Molenberghs    | België             | 11-12-1989    | Lommel United            |
| 24            | Jens Cools           | België             | 16-10-1990    | /                        |
| 27            | Julien Vercauteren   | België             | 12-01-1993    | OGC Nice                 |
| Aanvallers    |                      |                    |               |                          |
| 9             | Kevin Koffi          | Ivoorkust          | 25-06-1986    | Boussu Dour Borinage     |
| 10            | Benji De Ceulaer     | België             | 19-12-1983    | KRC Genk                 |
| 12            | Frédéric Gounongbe   | België             | 01-05-1988    | FC Brussels              |
| 14            | Mohammed Aoulad      | België             | 29-08-1991    | Sint-Truidense VV        |
| 21            | Younès Bnou Marzouk  | Marokko            | 02-03-1996    | Juventus FC              |
| 90            | Eduards Višņakovs    | Letland            | 10-05-1990    | /                        |

## Jupiler Pro League

### Reguliere Competitie

#### Wedstrijden
| Jupiler Pro League |                                                                                        |                                                                                  |                                     |                                              | |                                                  |
| Speeldag           | Wedstrijddetails                                                                       | Thuisploeg                                                                       | Uitslag                             | Uitploeg                                     | Opstelling | Kaarten                                          |
| Heenronde          |                                                                                        |                                                                                  |                                     |                                              | |                                                  |
| 1                  | 26 juli 2015 14:30 't Kuipje Westerlo Ref: Luc Wouters                                 | KVC Westerlo                                                                     | 1 - 1                               | AA Gent                                      | Van Langendonck Schuermans, Daems, Petkovic Apau, Cools, Annys, Schouterden De Ceulaer (88' Molenberghs), Koffi (61' Hyland), Aoulad (76' Gounongbe)           | 45' Cools 49' Aoulad 57' Cools 86' Gounongbe     |
| 1                  | 26 juli 2015 14:30 't Kuipje Westerlo Ref: Luc Wouters                                 | 20' Aoulad                                                                       | 1-0 1-1                             | 45+1' Saief (pen.)                           | Van Langendonck Schuermans, Daems, Petkovic Apau, Cools, Annys, Schouterden De Ceulaer (88' Molenberghs), Koffi (61' Hyland), Aoulad (76' Gounongbe)           | 45' Cools 49' Aoulad 57' Cools 86' Gounongbe     |
| 2                  | 1 augustus 2015 20:00 Albertparkstadion Oostende Ref: Christof Dierick                 | KV Oostende                                                                      | 2 - 1                               | KVC Westerlo                                 | Van Langendonck Ruyssen, Daems, Petkovic Apau, Hyland (88' Lecomte), Annys, Schouterden (RUST Molenberghs) De Ceulaer , Koffi (RUST Gounongbe), Aoulad         | 22' Petkovic 56' Annys 57' Hyland 67' De Ceulaer |
| 2                  | 1 augustus 2015 20:00 Albertparkstadion Oostende Ref: Christof Dierick                 | 24' Musona 54' Lukaku                                                            | 1-0 2-0 2-1                         | 73' Gounongbe                                | Van Langendonck Ruyssen, Daems, Petkovic Apau, Hyland (88' Lecomte), Annys, Schouterden (RUST Molenberghs) De Ceulaer , Koffi (RUST Gounongbe), Aoulad         | 22' Petkovic 56' Annys 57' Hyland 67' De Ceulaer |
| 3                  | 8 augustus 2015 20:00 't Kuipje Westerlo Ref: Lawrence Visser                          | KVC Westerlo                                                                     | 3 - 2                               | Oud-Heverlee Leuven                          | Van Langendonck Schuermans, Daems, Petkovic Apau, Hyland, Annys, Schouterden (84' Ruyssen) De Ceulaer , Gounongbe (72' Koffi), Aoulad (64' Molenberghs)        | 25' Annys 29' Gounongbe 87' Koffi                |
| 3                  | 8 augustus 2015 20:00 't Kuipje Westerlo Ref: Lawrence Visser                          | 45' Apau 50' Petkovic 67' Gounongbe                                              | 0-1 1-1 2-1 3-1 3-2                 | 21' Kostovski 78' Kostovski                  | Van Langendonck Schuermans, Daems, Petkovic Apau, Hyland, Annys, Schouterden (84' Ruyssen) De Ceulaer , Gounongbe (72' Koffi), Aoulad (64' Molenberghs)        | 25' Annys 29' Gounongbe 87' Koffi                |
| 4                  | 15 augustus 2015 20:00 Cristal Arena Genk Ref: Sebastien Delferière                    | KRC Genk                                                                         | 2 - 1                               | KVC Westerlo                                 | Van Langendonck Schuermans, Daems, Petkovic Apau, Hyland, Annys (88' Cools), Schouterden (71' Lecomte) De Ceulaer, Gounongbe, Aoulad (79' Koffi)               | 6' Gounongbe                                     |
| 4                  | 15 augustus 2015 20:00 Cristal Arena Genk Ref: Sebastien Delferière                    | 11' Buyens 51' Buffel                                                            | 1-0 1-1 2-1                         | 38' Gounongbe                                | Van Langendonck Schuermans, Daems, Petkovic Apau, Hyland, Annys (88' Cools), Schouterden (71' Lecomte) De Ceulaer, Gounongbe, Aoulad (79' Koffi)               | 6' Gounongbe                                     |
| 5                  | 22 augustus 2015 20:30 Stade du Pays de Charleroi Charleroi Ref: Christof Dierick      | Charleroi SC                                                                     | 0 - 0                               | KVC Westerlo                                 | Van Langendonck Schuermans, Daems, Petkovic Apau, Hyland, Annys, Lecomte Cools, Gounongbe (RUST Koffi), Aoulad (84' Molenberghs)                               | 86' Hyland                                       |
| 5                  | 22 augustus 2015 20:30 Stade du Pays de Charleroi Charleroi Ref: Christof Dierick      |                                                                                  |                                     |                                              | Van Langendonck Schuermans, Daems, Petkovic Apau, Hyland, Annys, Lecomte Cools, Gounongbe (RUST Koffi), Aoulad (84' Molenberghs)                               | 86' Hyland                                       |
| 6                  | 30 augustus 2015 18:00 't Kuipje Westerlo Ref: Erik Lambrechts                         | KVC Westerlo                                                                     | 0 - 3                               | RSC Anderlecht                               | Van Langendonck Schuermans, Daems, Petkovic Apau, Hyland (73' Cools), Annys, Lecomte Schouterden (73' Visnakovs), Gounongbe, Aoulad                            | 43' Gounongbe                                    |
| 6                  | 30 augustus 2015 18:00 't Kuipje Westerlo Ref: Erik Lambrechts                         |                                                                                  | 0-1 0-2 0-3                         | 19' Okaka 53' Tielemans 70' Praet            | Van Langendonck Schuermans, Daems, Petkovic Apau, Hyland (73' Cools), Annys, Lecomte Schouterden (73' Visnakovs), Gounongbe, Aoulad                            | 43' Gounongbe                                    |
| 7                  | 12 september 2015 20:30 Achter de Kazerne Mechelen Ref: Laurent Colemonts              | KV Mechelen                                                                      | 2 - 2                               | KVC Westerlo                                 | Van Langendonck Schuermans, Ruyssen, Petkovic Apau, Hyland, Mustoe (70' Schouterden), Lecomte (70' Aoulad), Cools Gounongbe, Visnakovs                         | 25' Hyland 57' Ruyssen 67' Petkovic              |
| 7                  | 12 september 2015 20:30 Achter de Kazerne Mechelen Ref: Laurent Colemonts              | 15' Verdier 76' De Witte                                                         | 1 - 0 1 - 1 2 - 1 2 - 2             | 74' Vanlerberghe (own.) 81' Visnakovs        | Van Langendonck Schuermans, Ruyssen, Petkovic Apau, Hyland, Mustoe (70' Schouterden), Lecomte (70' Aoulad), Cools Gounongbe, Visnakovs                         | 25' Hyland 57' Ruyssen 67' Petkovic              |
| 8                  | 19 september 2015 20:00 't Kuipje Westerlo Ref: Christof Virant                        | KVC Westerlo                                                                     | 0 - 3                               | STVV                                         | Van Langendonck Schuermans (RUST Schouterden), Ruyssen, Petkovic Apau, Hyland, Mustoe, Lecomte (RUST Aoulad), Cools Gounongbe, Visnakovs                       | 35' Hyland 67' Apau                              |
| 8                  | 19 september 2015 20:00 't Kuipje Westerlo Ref: Christof Virant                        |                                                                                  | 0 - 1 0 - 2 0 - 3                   | 19' Schuermans (own.) 26' Boli 70' Fernandes | Van Langendonck Schuermans (RUST Schouterden), Ruyssen, Petkovic Apau, Hyland, Mustoe, Lecomte (RUST Aoulad), Cools Gounongbe, Visnakovs                       | 35' Hyland 67' Apau                              |
| 9                  | 25 september 2015 20:30 Regenboogstadion Waregem Ref: Bram Van Driessche               | Zulte Waregem                                                                    | 4 - 2                               | KVC Westerlo                                 | Van Langendonck Apau, Ruyssen, Daems (72' Schuermans) Lecomte, Cools, Schouterden, Mustoe, Annys (83' Molenberghs) Hyland, Visnakovs (83' Koffi)               | 27' Annys 48' Van Langendonck                    |
| 9                  | 25 september 2015 20:30 Regenboogstadion Waregem Ref: Bram Van Driessche               | 38' Lepoint 42' Leye 49' Leye (pen.) 52' Kaya                                    | 0 - 1 1 - 1 2 - 1 3 - 1 4 - 1 4 - 2 | 22' Cools 67' Schouterden                    | Van Langendonck Apau, Ruyssen, Daems (72' Schuermans) Lecomte, Cools, Schouterden, Mustoe, Annys (83' Molenberghs) Hyland, Visnakovs (83' Koffi)               | 27' Annys 48' Van Langendonck                    |
| 10                 | 3 oktober 2015 20:00 't Kuipje Westerlo Ref: Wim Smet                                  | KVC Westerlo                                                                     | 1 - 1                               | KV Kortrijk                                  | Van Langendonck Apau, Ruyssen, Schuermans, Petkovic (73' Mustoe) Lecomte (78' De Ceulaer), Cools, Schouterden, Annys Hyland, Visnakovs (61' Gounongbe)         | 26' Annys 55' Hyland 78' Ruyssen                 |
| 10                 | 3 oktober 2015 20:00 't Kuipje Westerlo Ref: Wim Smet                                  | 8' Schuermans                                                                    | 1 - 0 1 - 1                         | 70' Kis                                      | Van Langendonck Apau, Ruyssen, Schuermans, Petkovic (73' Mustoe) Lecomte (78' De Ceulaer), Cools, Schouterden, Annys Hyland, Visnakovs (61' Gounongbe)         | 26' Annys 55' Hyland 78' Ruyssen                 |
| 11                 | 17 oktober 2015 18:00 Sclessin Luik Ref: Christof Dierick                              | Standard                                                                         | 1 - 2                               | KVC Westerlo                                 | Van Langendonck Apau, Ruyssen, Schuermans, Petkovic Lecomte, Cools, Schouterden (84' Mustoe), Annys De Ceulaer (76' Molenberghs), Gounongbe (86' Visnakovs)    | 41' Apau 80' Schouterden                         |
| 11                 | 17 oktober 2015 18:00 Sclessin Luik Ref: Christof Dierick                              | 64' Tetteh                                                                       | 0 - 1 0 - 2 1 - 2                   | 9' De Ceulaer 44' De Ceulaer                 | Van Langendonck Apau, Ruyssen, Schuermans, Petkovic Lecomte, Cools, Schouterden (84' Mustoe), Annys De Ceulaer (76' Molenberghs), Gounongbe (86' Visnakovs)    | 41' Apau 80' Schouterden                         |
| 12                 | 24 oktober 2015 20:00 't Kuipje Westerlo Ref: Frederik Geldhof                         | KVC Westerlo                                                                     | 1 - 2                               | Lokeren                                      | Van Langendonck Apau (84' Visnakovs), Ruyssen, Schuermans, Petkovic Hyland, Cools, Schouterden (72' Aoulad), Annys (RUST Lecomte) De Ceulaer, Gounongbe        | 36' Cools 80' Gounongbe 90+4' De Ceulaer         |
| 12                 | 24 oktober 2015 20:00 't Kuipje Westerlo Ref: Frederik Geldhof                         | 86' Gounongbe (pen.)                                                             | 0 - 1 0 - 2 1 - 2                   | 10' Ngolok 37' Miric                         | Van Langendonck Apau (84' Visnakovs), Ruyssen, Schuermans, Petkovic Hyland, Cools, Schouterden (72' Aoulad), Annys (RUST Lecomte) De Ceulaer, Gounongbe        | 36' Cools 80' Gounongbe 90+4' De Ceulaer         |
| 13                 | 27 oktober 2015 20:30 Le Canonnier Moeskroen Ref: Bram Van Driessche                   | Moeskroen-Péruwelz                                                               | 2 - 2                               | KVC Westerlo                                 | Van Langendonck Apau, Ruyssen (84' Koffi), Schuermans, Daems Hyland (69' Aoulad), Cools, Schouterden (69' Annys), Lecomte De Ceulaer, Visnakovs                | 28' Ruyssen 61' Cools                            |
| 13                 | 27 oktober 2015 20:30 Le Canonnier Moeskroen Ref: Bram Van Driessche                   | 35' Aksentijevic 63' Schuermans (own.)                                           | 0 - 1 1 - 1 1 - 2 2 - 2             | 15' Visnakovs 90+1' Aoulad                   | Van Langendonck Apau, Ruyssen (84' Koffi), Schuermans, Daems Hyland (69' Aoulad), Cools, Schouterden (69' Annys), Lecomte De Ceulaer, Visnakovs                | 28' Ruyssen 61' Cools                            |
| 14                 | 31 oktober 2015 20:30 't Kuipje Westerlo Ref: Bart Vertenten                           | KVC Westerlo                                                                     | 0 - 2                               | Club Brugge                                  | Van Langendonck Apau, Ruyssen, Schuermans, Daems Cools, Annys (85' Hyland), Lecomte (59' Schouterden) De Ceulaer, Visnakovs (RUST Gounongbe), Aoulad           | 81' Annys                                        |
| 14                 | 31 oktober 2015 20:30 't Kuipje Westerlo Ref: Bart Vertenten                           |                                                                                  | 0 - 1 0 - 2                         | 23' Diaby 34' Claudemir                      | Van Langendonck Apau, Ruyssen, Schuermans, Daems Cools, Annys (85' Hyland), Lecomte (59' Schouterden) De Ceulaer, Visnakovs (RUST Gounongbe), Aoulad           | 81' Annys                                        |
| 15                 | 7 november 2015 20:00 Freethiel Beveren Ref: Laurent Colemonts                         | Waasland-Beveren                                                                 | 2 - 2                               | KVC Westerlo                                 | Van Langendonck Apau, Ruyssen, Schuermans, Petkovic Cools, Hyland, Aoulad De Ceulaer (45+1' Lecomte), Gounongbe (78' Visnakovs), Schouterden (89' Molenberghs) | 17' Ruyssen 21' Schouterden 69' Hyland           |
| 15                 | 7 november 2015 20:00 Freethiel Beveren Ref: Laurent Colemonts                         | 64' Langil 88' Gano                                                              | 0 - 1 0 - 2 1 - 2 2 - 2             | 43' Gounongbe 58' Gounongbe                  | Van Langendonck Apau, Ruyssen, Schuermans, Petkovic Cools, Hyland, Aoulad De Ceulaer (45+1' Lecomte), Gounongbe (78' Visnakovs), Schouterden (89' Molenberghs) | 17' Ruyssen 21' Schouterden 69' Hyland           |
| Terugronde         |                                                                                        |                                                                                  |                                     |                                              | |                                                  |
| 16                 | 20 november 2015 20:30 Ghelamco Arena Gent Ref: Wim Smet                               | KAA Gent                                                                         | 5 - 0                               | KVC Westerlo                                 | Van Langendonck Apau, Ruyssen, Schuermans, Petkovic Cools, Trompet, Lecomte (RUST Hyland) Aoulad (78' Visnakovs), Gounongbe (69' Verschueren), Schouterden     | 12' Trompet 23' Trompet 67' Schuermans           |
| 16                 | 20 november 2015 20:30 Ghelamco Arena Gent Ref: Wim Smet                               | 4' Coulibaly 23' Dejaegere 58' Raman 68' Kums (pen.) 77' Kums                    | 1 - 0 2 - 0 3 - 0 4 - 0 5 - 0       |                                              | Van Langendonck Apau, Ruyssen, Schuermans, Petkovic Cools, Trompet, Lecomte (RUST Hyland) Aoulad (78' Visnakovs), Gounongbe (69' Verschueren), Schouterden     | 12' Trompet 23' Trompet 67' Schuermans           |
| 17                 | 29 november 2015 20:00 't Kuipje Westerlo Ref: Johan Verbist                           | KVC Westerlo                                                                     | 0 - 1                               | KV Oostende                                  | Van Langendonck Apau, Daems, Schuermans, Mustoe Cools, Hyland, Shouterden Aoulad (79' Molenberghs), Gounongbe, De Ceulaer (86' Visnakovs)                      |                                                  |
| 17                 | 29 november 2015 20:00 't Kuipje Westerlo Ref: Johan Verbist                           |                                                                                  | 0 - 1                               | 90+1' Akpala                                 | Van Langendonck Apau, Daems, Schuermans, Mustoe Cools, Hyland, Shouterden Aoulad (79' Molenberghs), Gounongbe, De Ceulaer (86' Visnakovs)                      |                                                  |
| 18                 | 5 december 2015 20:00 Den Dreef Leuven Ref: Serge Gumienny                             | Oud-Heverlee Leuven                                                              | 5 - 1                               | KVC Westerlo                                 | Van Langendonck Apau, Daems, Schuermans, Mustoe Cools, Hyland, Shouterden (RUST Koffi) Aoulad, Gounongbe (RUST Visnakovs), De Ceulaer (69' Molenberghs)        | 16' Cools 36' Hyland                             |
| 18                 | 5 december 2015 20:00 Den Dreef Leuven Ref: Serge Gumienny                             | 9' Kostovski 24' Kostovski 39' Bostock 50' Remacle 81' Trossard                  | 1 - 0 2 - 0 3 - 0 4 - 0 4 - 1 5 - 1 | 79' Daems (pen.)                             | Van Langendonck Apau, Daems, Schuermans, Mustoe Cools, Hyland, Shouterden (RUST Koffi) Aoulad, Gounongbe (RUST Visnakovs), De Ceulaer (69' Molenberghs)        | 16' Cools 36' Hyland                             |
| 19                 | 11 december 2015 20:30 't Kuipje Westerlo Ref: Lawrence Visser                         | KVC Westerlo                                                                     | 0 - 0                               | KRC Genk                                     | Van Langendonck Apau, Daems, Schuermans, Mustoe Cools, Hyland, Annys (72' Koffi) Molenberghs (90+2' Visnakovs), Gounongbe, De Ceulaer (87' Schouterden)        | 10' Annys 36' Hyland                             |
| 19                 | 11 december 2015 20:30 't Kuipje Westerlo Ref: Lawrence Visser                         |                                                                                  |                                     |                                              | Van Langendonck Apau, Daems, Schuermans, Mustoe Cools, Hyland, Annys (72' Koffi) Molenberghs (90+2' Visnakovs), Gounongbe, De Ceulaer (87' Schouterden)        | 10' Annys 36' Hyland                             |
| 20                 | 19 december 2015 20:00 't Kuipje Westerlo Ref: Bram Van Driessche                      | KVC Westerlo                                                                     | 2 - 1                               | SC Charleroi                                 | Van Langendonck Apau, Daems, Schuermans, Mustoe (55' Petkovic) Cools, Hyland, Annys (85' Koffi) Molenberghs, Gounongbe, De Ceulaer (67' Henkens)               | 26' De Ceulaer                                   |
| 20                 | 19 december 2015 20:00 't Kuipje Westerlo Ref: Bram Van Driessche                      | 41' Gounongbe 70' Gounongbe (pen.)                                               | 0 - 1 1 - 1 2 - 1                   | 6' Dessoleil                                 | Van Langendonck Apau, Daems, Schuermans, Mustoe (55' Petkovic) Cools, Hyland, Annys (85' Koffi) Molenberghs, Gounongbe, De Ceulaer (67' Henkens)               | 26' De Ceulaer                                   |
| 21                 | 27 december 2015 18:00 Constant Vanden Stockstadion Anderlecht Ref: Joeri van de Velde | RSC Anderlecht                                                                   | 2 - 1                               | KVC Westerlo                                 | Van Langendonck Apau, Daems, Schuermans, Petkovic Cools, Hyland, Henkens (74' Koffi) Molenberghs (55' Aoulad), Gounongbe, De Ceulaer (82' Visnakovs)           | 59' Schuermans 78' Van Langendonck 88' Apau      |
| 21                 | 27 december 2015 18:00 Constant Vanden Stockstadion Anderlecht Ref: Joeri van de Velde | 45+1' Okaka 59' Gillet (pen.)                                                    | 1 - 0 1 - 1 2 - 1                   | 54' Cools                                    | Van Langendonck Apau, Daems, Schuermans, Petkovic Cools, Hyland, Henkens (74' Koffi) Molenberghs (55' Aoulad), Gounongbe, De Ceulaer (82' Visnakovs)           | 59' Schuermans 78' Van Langendonck 88' Apau      |
| 22                 | 16 januari 2016 20:00 't Kuipje Westerlo Ref: Laurent Colemonts                        | KVC Westerlo                                                                     | 3 - 2                               | KV Mechelen                                  | Van Langendonck Apau, Daems, Schuermans, Mustoe Cools, Henkens (89' Ruyssen), Annys Molenberghs, Gounongbe, De Ceulaer (81' Vercauteren)                       | 42' Schuermans 78' Henkens 88' Molenberghs       |
| 22                 | 16 januari 2016 20:00 't Kuipje Westerlo Ref: Laurent Colemonts                        | 62' Gounongbe 74' De Ceulaer 89' Vercauteren                                     | 0 - 1 1 - 1 2 - 1 2 - 2 3 - 2       | 48' Cocalic 77' Hanni                        | Van Langendonck Apau, Daems, Schuermans, Mustoe Cools, Henkens (89' Ruyssen), Annys Molenberghs, Gounongbe, De Ceulaer (81' Vercauteren)                       | 42' Schuermans 78' Henkens 88' Molenberghs       |
| 23                 | 23 Januari 2016 20:00 Stayen Sint-Truiden Ref: Christophe Delacour                     | STVV                                                                             | 1 - 2                               | KVC Westerlo                                 | Van Langendonck Apau, Daems, Schuermans, Mustoe Cools, Henkens, Annys Molenberghs (90+1' Koffi), Gounongbe, De Ceulaer (77' Vercauteren)                       | 28' Daems                                        |
| 23                 | 23 Januari 2016 20:00 Stayen Sint-Truiden Ref: Christophe Delacour                     | 54' Mahlangu                                                                     | 1 - 0 1 - 1 1 - 2                   | 57' De Ceulaer 73' Gounongbe (pen.)          | Van Langendonck Apau, Daems, Schuermans, Mustoe Cools, Henkens, Annys Molenberghs (90+1' Koffi), Gounongbe, De Ceulaer (77' Vercauteren)                       | 28' Daems                                        |
| 24                 | 30 januari 2016 20:00 't Kuipje Westerlo Ref: Serge Gumienny                           | KVC Westerlo                                                                     | 1 - 2                               | Zulte Waregem                                | Van Langendonck Apau, Daems, Schuermans, Mustoe Cools, Henkens, Hyland (85' Visnakovs) Molenberghs (62' Vercauteren), Gounongbe, De Ceulaer                    | 39' Gounongbe 52' Mustoe                         |
| 24                 | 30 januari 2016 20:00 't Kuipje Westerlo Ref: Serge Gumienny                           | 34' Apau                                                                         | 1 - 0 1 - 1 1 - 2                   | 53' Diallo 59' Dalsgaard                     | Van Langendonck Apau, Daems, Schuermans, Mustoe Cools, Henkens, Hyland (85' Visnakovs) Molenberghs (62' Vercauteren), Gounongbe, De Ceulaer                    | 39' Gounongbe 52' Mustoe                         |
| 25                 | 6 februari 2016 20:000 Guldensporenstadion Kortrijk Ref: Lawrence Visser               | KV Kortrijk                                                                      | 1 - 1                               | KVC Westerlo                                 | Van Langendonck Apau, Daems, Schuermans, Mustoe Cools, Henkens (62'Lecomte), Hyland Molenberghs (70' Aoulad), Gounongbe, De Ceulaer (82' Verschueren)          | 27' De Ceulaer 90 + 2' Verschueren               |
| 25                 | 6 februari 2016 20:000 Guldensporenstadion Kortrijk Ref: Lawrence Visser               | 55' Rolland                                                                      | 1 - 0 1 - 1                         | 74' Gounongbe                                | Van Langendonck Apau, Daems, Schuermans, Mustoe Cools, Henkens (62'Lecomte), Hyland Molenberghs (70' Aoulad), Gounongbe, De Ceulaer (82' Verschueren)          | 27' De Ceulaer 90 + 2' Verschueren               |
| 26                 | 14 februari 2016 18:00 't Kuipje Westerlo Ref: Christof Dierick                        | KVC Westerlo                                                                     | 2 - 0                               | Standard                                     | Van Langendonck Apau, Daems, Schuermans, Mustoe Cools, Henkens (89' Koffi), Hyland Lecomte (68' Molenberghs), Gounongbe, De Ceulaer (78' Verschueren)          | 61' De Ceulaer 83' Van Langendonck               |
| 26                 | 14 februari 2016 18:00 't Kuipje Westerlo Ref: Christof Dierick                        | 53' De Ceulaer 56' Gounongbe (pen.)                                              | 1 - 0 2 - 0                         |                                              | Van Langendonck Apau, Daems, Schuermans, Mustoe Cools, Henkens (89' Koffi), Hyland Lecomte (68' Molenberghs), Gounongbe, De Ceulaer (78' Verschueren)          | 61' De Ceulaer 83' Van Langendonck               |
| 27                 | 19 februari 2016 20:30 Jan Breydelstadion Brugge Ref: Frederik Geldhof                 | Club Brugge                                                                      | 6 - 0                               | KVC Westerlo                                 | Van Langendonck Apau, Daems, Schuermans, Mustoe (54' Matthys) Cools, Henkens, Hyland (79' Molenberghs), Verschueren Lecomte (54' Aoulad), Gounongbe            |                                                  |
| 27                 | 19 februari 2016 20:30 Jan Breydelstadion Brugge Ref: Frederik Geldhof                 | 15' Izquierdo 25' Vanaken 36' Diaby 71' Vanaken 82' Wesley 85' Schuermans (own.) | 1 - 0 2 - 0 3 - 0 4 - 0 5 - 0 6 - 0 |                                              | Van Langendonck Apau, Daems, Schuermans, Mustoe (54' Matthys) Cools, Henkens, Hyland (79' Molenberghs), Verschueren Lecomte (54' Aoulad), Gounongbe            |                                                  |
| 28                 | 27 februari 2016 20:00 't Kuipje Westerlo Ref: Sébastien Delferière                    | KVC Westerlo                                                                     | 2 - 2                               | Moeskroen-Péruwelz                           | Van Langendonck Apau, Daems, Schuermans, Mustoe Cools, Henkens (80' Annys), Hyland Lecomte (RUST Molenberghs), Gounongbe, De Ceulaer                           | 80' Hyland 90' Apau                              |
| 28                 | 27 februari 2016 20:00 't Kuipje Westerlo Ref: Sébastien Delferière                    | 11' Cools 28' Henkens                                                            | 0 - 1 1 - 1 2 - 1 2 - 2             | 4' Dussenne 33' Oussalah                     | Van Langendonck Apau, Daems, Schuermans, Mustoe Cools, Henkens (80' Annys), Hyland Lecomte (RUST Molenberghs), Gounongbe, De Ceulaer                           | 80' Hyland 90' Apau                              |
| 29                 | 5 maart 2016 20:00 Daknamstadion Lokeren Ref: Erik Lambrechts                          | Lokeren                                                                          | 2 - 1                               | KVC Westerlo                                 | Van Langendonck Apau, Ruyssen, Schuermans, Mustoe (85' Annys) Cools, Henkens (68' Aoulad), Hyland Molenberghs (79' Koffi), Gounongbe, De Ceulaer               | 54' Henkens 55' Cools 74' Schuermans             |
| 29                 | 5 maart 2016 20:00 Daknamstadion Lokeren Ref: Erik Lambrechts                          | 4' Maric 70' Harbaoui                                                            | 1 - 0 1 - 1 2 - 1                   | 42' Gounongbe (pen.)                         | Van Langendonck Apau, Ruyssen, Schuermans, Mustoe (85' Annys) Cools, Henkens (68' Aoulad), Hyland Molenberghs (79' Koffi), Gounongbe, De Ceulaer               | 54' Henkens 55' Cools 74' Schuermans             |
| 30                 | 13 maart 2016 18:00 't Kuipje Westerlo Ref: Sébastien Delferière                       | KVC Westerlo                                                                     | 1 - 0                               | Waasland-Beveren                             | Van Hout Apau, Daems, Schuermans, Mustoe Cools, Henkens (77' Annys), Hyland Molenberghs (90 + 2' Ruyssen), Gounongbe, De Ceulaer (86' Lecomte)                 | 35' Mustoe 50' De Ceulaer                        |
| 30                 | 13 maart 2016 18:00 't Kuipje Westerlo Ref: Sébastien Delferière                       | 29' Cools                                                                        | 1 - 0                               |                                              | Van Hout Apau, Daems, Schuermans, Mustoe Cools, Henkens (77' Annys), Hyland Molenberghs (90 + 2' Ruyssen), Gounongbe, De Ceulaer (86' Lecomte)                 | 35' Mustoe 50' De Ceulaer                        |

#### Overzicht
| Speeldag  | 1 | 2  | 3  | 4  | 5  | 6  | 7  | 8  | 9  | 10 | 11 | 12 | 13 | 14 | 15 | 16 | 17 | 18 | 19 | 20 | 21 | 22 | 23 | 24 | 25 | 26 | 27 | 28 | 29 | 30 |
| --------- | - | -- | -- | -- | -- | -- | -- | -- | -- | -- | -- | -- | -- | -- | -- | -- | -- | -- | -- | -- | -- | -- | -- | -- | -- | -- | -- | -- | -- | -- |
| Resultaat | g | v  | w  | v  | g  | v  | g  | v  | v  | g  | w  |    |    |    |    |    |    |    |    |    |    |    |    |    |    |    |    |    |    |    |
| Punten    | 1 | 1  | 4  | 4  | 5  | 5  | 6  | 6  | 6  | 7  | 10 |    |    |    |    |    |    |    |    |    |    |    |    |    |    |    |    |    |    |    |
| Positie   | 9 | 12 | 10 | 12 | 12 | 15 | 15 | 16 | 16 | 16 | 14 |    |    |    |    |    |    |    |    |    |    |    |    |    |    |    |    |    |    |    |

#### Klassement
|       |    |                    | P  | W | G | V | +  | -  | DS  | Ptn |
| ----- | -- | ------------------ | -- | - | - | - | -- | -- | --- | --- |
| PO I  | 1  | KV Oostende        | 11 | 7 | 2 | 2 | 21 | 11 | +10 | 23  |
| PO I  | 2  | AA Gent            | 11 | 6 | 5 | 0 | 20 | 9  | +11 | 23  |
| PO I  | 3  | Anderlecht         | 11 | 6 | 4 | 1 | 18 | 8  | +10 | 22  |
| PO I  | 4  | Racing Genk        | 11 | 6 | 2 | 3 | 15 | 9  | +6  | 20  |
| PO I  | 5  | Club Brugge        | 11 | 6 | 1 | 4 | 22 | 13 | +9  | 19  |
| PO I  | 6  | Zulte Waregem      | 11 | 5 | 2 | 4 | 17 | 17 | 0   | 17  |
| PO II | 7  | KV Kortrijk        | 11 | 4 | 4 | 3 | 9  | 7  | +2  | 16  |
| PO II | 8  | STVV               | 11 | 4 | 2 | 5 | 13 | 13 | 0   | 14  |
| PO II | 9  | Charleroi          | 11 | 3 | 5 | 3 | 10 | 11 | -1  | 14  |
| PO II | 10 | Waasland-Beveren   | 11 | 4 | 1 | 6 | 17 | 25 | -8  | 13  |
| PO II | 11 | OH Leuven          | 11 | 3 | 3 | 5 | 14 | 17 | -3  | 12  |
| PO II | 12 | KV Mechelen        | 11 | 3 | 3 | 5 | 15 | 19 | -4  | 12  |
| PO II | 13 | Moeskroen-Péruwelz | 11 | 2 | 4 | 5 | 14 | 19 | -4  | 10  |
| PO II | 14 | Westerlo           | 11 | 2 | 4 | 5 | 13 | 21 | -8  | 10  |
|       | 15 | Lokeren            | 11 | 2 | 2 | 7 | 9  | 15 | -6  | 8   |
| D     | 16 | Standard           | 11 | 2 | 2 | 7 | 12 | 25 | -13 | 8   |

P: wedstrijden gespeeld, W: wedstrijden gewonnen, G: gelijke spelen, V: wedstrijden verloren, +: gescoorde doelpunten, -: doelpunten tegen, DS: doelsaldo, Ptn: totaal punten
 PO I: Play-off I, PO II: Play-off II, D: Degradeert na dit seizoen naar tweede klasse. Vanaf dit seizoen is er maar één daler naar Tweede Klasse.

## Beker van België (Croky Cup)

### Wedstrijden
| Croky Cup                                  |                                                                   |                                                                                          |                                                                     | |                                               |
| Wedstrijddetails                           | Thuisploeg                                                        | Uitslag                                                                                  | Uitploeg                                                            | Opstelling | Kaarten                                       |
| 16e finale                                 |                                                                   |                                                                                          |                                                                     | |                                               |
| 22 september 2015 20:00 't Kuipje Westerlo | KVC Westerlo                                                      | 3 - 2                                                                                    | Cercle Brugge                                                       | Van Langendonck Petkovic, Hyland, Ruyssen, Schuermans Schouterden (80' Annys), Cools, Verschueren (57' Lecomte), Molenberghs Koffi (81' Bnou-Marzouk), Visnakovs | 8' Schouterden 45+2' Hyland 45+3' Ruyssen     |
| 22 september 2015 20:00 't Kuipje Westerlo | 7' Visnakovs 85' Hyland 90' Visnakovs                             | 1 - 0 1 - 1 1 - 2 2 - 2 3 - 2                                                            | 51' Maertens 61' Yagan (pen.)                                       | Van Langendonck Petkovic, Hyland, Ruyssen, Schuermans Schouterden (80' Annys), Cools, Verschueren (57' Lecomte), Molenberghs Koffi (81' Bnou-Marzouk), Visnakovs | 8' Schouterden 45+2' Hyland 45+3' Ruyssen     |
| 8e finale                                  |                                                                   |                                                                                          |                                                                     | |                                               |
| 2 december 2015 20:30 't Kuipje Westerlo   | KVC Westerlo                                                      | 1 - 1 (5 - 4)                                                                            | R. Antwerp FC                                                       | Van Langendonck Apau, Mustoe, Daems, Schuermans Schouterden (90+1' Koffi), Cools, Hyland De Ceulaer (74' Molenberghs), Aoulad (RUST Visnakovs), Gounongbe        | 30' De Ceulaer 59' Hyland 59' Van Langendonck |
| 2 december 2015 20:30 't Kuipje Westerlo   | 79' Schuermans Daems Gounongbe Hyland Visnakovs Mustoe Apau Koffi | 0 - 1 1 - 1 Pen. (1 - 0) (1 - 1) (2 - 1) (2 - 2) (2 - 3) (3 - 3) (4 - 3) (4 - 4) (5 - 4) | 60' Dequevy (pen.) Dequevy Dufer Hairemans Dom Colpaert Biset Binst | Van Langendonck Apau, Mustoe, Daems, Schuermans Schouterden (90+1' Koffi), Cools, Hyland De Ceulaer (74' Molenberghs), Aoulad (RUST Visnakovs), Gounongbe        | 30' De Ceulaer 59' Hyland 59' Van Langendonck |
| Kwartfinale                                |                                                                   |                                                                                          |                                                                     | |                                               |
| 16 december 2015 20:00 't Kuipje Westerlo  | KVC Westerlo                                                      | -                                                                                        | Club Brugge                                                         | |                                               |
| 16 december 2015 20:00 't Kuipje Westerlo  |                                                                   |                                                                                          |                                                                     | |                                               |

2012/13 · 2013/14 · 2014/15 · 2015/16 · 2016/17 · 2017/18 · 2018/19 · 2019/20· 2020/21· 2021/22